# جایزه انجمن منتقدان فیلم بوستون برای بهترین بازیگر نقش اول مرد
جایزه انجمن منتقدان فیلم بوستون برای بهترین بازیگر نقش اول (اصلی) مرد (به انگلیسی: Boston Society of Film Critics Award for Best Actor) یکی از جوایز سالانه است که توسط انجمن منتقدان فیلم بوستون اهدا می‌شود.

## دهه ۱۹۸۰
| سال  | برنده           | فیلم                 | نقش                         |
| ---- | --------------- | -------------------- | --------------------------- |
| ۱۹۸۰ | رابرت دنیرو     | گاو خشمگین           | جیک لاموتا                  |
| ۱۹۸۱ | برت لنکستر      | آتلانتیک سیتی        | لو پاسکال                   |
| ۱۹۸۲ | داستین هافمن    | توتسی                | مایکل دورسی / دوروتی مایکلز |
| ۱۹۸۳ | اریک رابرتس     | استار ۸۰             | پل اسنایدر                  |
| ۱۹۸۴ | هاینگ اس. انگور | میدان‌های کشتار       | دیث پران                    |
| ۱۹۸۵ | جک نیکلسون      | شرف خانواده پریتزی   | چارلی پارتَنا                |
| ۱۹۸۶ | باب هاسکینز     | مونا لیزا            | جرج                         |
| ۱۹۸۷ | آلبرت بروکس     | اخبار تلویزیون       | آرون آلتمن                  |
| ۱۹۸۸ | دنیل دی-لوئیس   | سبکی تحمل‌ناپذیر هستی | توماس                       |
| ۱۹۸۹ | دنیل دی-لوئیس   | پای چپ من            | کریستی براون                |

## دهه ۱۹۹۰
| سال  | برنده         | فیلم             | نقش                       |
| ---- | ------------- | ---------------- | ------------------------- |
| ۱۹۹۰ | جرمی آیرونز   | برگشتن بخت       | کلاوس فون بولو            |
| ۱۹۹۱ | نیک نولتی     | شاهزاده جزر و مد | تام وینگو                 |
| ۱۹۹۲ | دنزل واشنگتن  | مالکوم ایکس      | مالکوم ایکس               |
| ۱۹۹۳ | دنیل دی-لوئیس | به نام پدر       | جرالد «جری» کانلون        |
| ۱۹۹۴ | آلبرت فینی    | نسخهٔ براونینگ    | اندرو کراکر-هریس          |
| ۱۹۹۵ | نیکلاس کیج    | ترک لاس وگاس     | بن ساندرسون               |
| ۱۹۹۶ | جفری راش      | درخشش            | دیوید هلفگات              |
| ۱۹۹۷ | آل پاچینو     | دانی براسکو      | لفتی                      |
| ۱۹۹۸ | برندن گلیسون  | ارتشبد           | مارتین کیهیل              |
| ۱۹۹۸ | برندن گلیسون  | سقوط کردم        | بانی کِلی                  |
| ۱۹۹۹ | جیم کری       | مرد روی ماه      | اندی کافمن / تونی کلیفتون |

## دهه ۲۰۰۰
| سال  | برنده             | فیلم                  | نقش                     |
| ---- | ----------------- | --------------------- | ----------------------- |
| ۲۰۰۰ | کالین فارل        | سرزمین ببر            | سرباز رولاند بوز        |
| ۲۰۰۱ | برایان کاکس       | ال.آی.ای.             | بیگ جان هاریگان         |
| ۲۰۰۱ | دنزل واشنگتن      | روز تعلیم             | روز تعلیم               |
| ۲۰۰۲ | آدرین برودی       | پیانیست               | ولادیسلاو اشپیلمان      |
| ۲۰۰۳ | بیل مری           | گمشده در ترجمه        | باب هریس                |
| ۲۰۰۴ | جیمی فاکس         | ری                    | ری چارلز                |
| ۲۰۰۵ | فیلیپ سیمور هافمن | کاپوتی                | ترومن کاپوتی            |
| ۲۰۰۶ | فارست ویتاکر      | آخرین پادشاه اسکاتلند | عیدی امین               |
| ۲۰۰۷ | فرانک لانگلا      | شروع به هنگام عصر     | لئونارد شیلر            |
| ۲۰۰۸ | شان پن            | میلک                  | هاروی میلک              |
| ۲۰۰۸ | میکی رورک         | کشتی‌گیر               | رابین رامزینسکی         |
| ۲۰۰۹ | جرمی رنر          | مهلکه                 | گروهبان یکم ویلیام جیمز |

## دهه ۲۰۱۰
| سال  | برنده             | فیلم               | نقش            |
| ---- | ----------------- | ------------------ | -------------- |
| ۲۰۱۰ | جسی آیزنبرگ       | شبکه اجتماعی       | مارک زاکربرگ   |
| ۲۰۱۱ | برد پیت           | مانیبال            | بیلی بین       |
| ۲۰۱۲ | دنیل دی-لوئیس     | لینکلن             | آبراهام لینکلن |
| ۲۰۱۳ | چیویتل اجیوفور    | ۱۲ سال بردگی       | سالومون نورثاپ |
| ۲۰۱۴ | مایکل کیتون       | بردمن              | ریگان تامسون   |
| ۲۰۱۵ | پل دینو           | عشق و بخشش         | برایان ویلسون  |
| ۲۰۱۵ | لئوناردو دی‌کاپریو | بازگشته            | هیو گلاس       |
| ۲۰۱۶ | کیسی افلک         | منچستر بای د سی    | لی چندلر       |
| ۲۰۱۷ | دنیل کالویا       | برو بیرون          | کریس واشنگتن   |
| ۲۰۱۸ | جان سی ریلی       | استن و الی         | اولیور هاردی   |
| ۲۰۱۹ | آدام سندلر        | جواهرات تراش‌نخورده | هووارد رَتنِر    |

## دهه ۲۰۲۰
| سال  | برنده          | فیلم | نقش    |
| ---- | -------------- | ---- | ------ |
| ۲۰۲۰ | آنتونی هاپکینز | پدر  | آنتونی |

## برندگان چندین جایزه
- دنیل دی-لوئیس - ۴
- دنزل واشنگتن - ۲